# Model d'acceptació de tecnologia

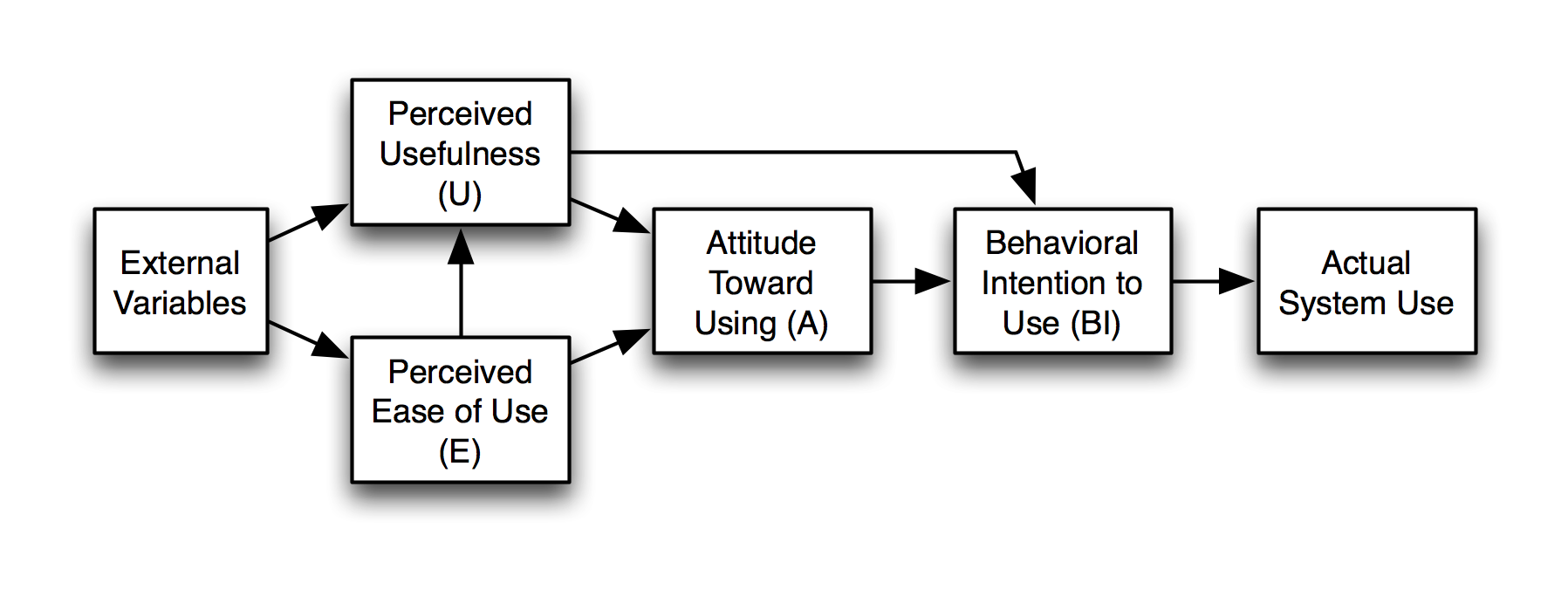
Model d'Acceptació de Tecnologia, versió 1.

El model d'acceptació de tecnologia (de l'anglès Technology Acceptance Model o TAM) és una teoria de l'àrea de sistemes d'informació que modela com els usuaris accepten i usen una certa tecnologia. El model suggereix que quan els usuaris són introduïts a una nova tecnologia, un nombre de factors influeix en la seva decisió respecte a com i quan l'usaran, destacant:
- Utilitat percebuda - Definida per Fred Davis com "el grau amb el qual una persona creu que usant un sistema en particular millorarà el seu rendiment".
- Facilitat d'ús percebuda - Davis ho defineix com "el grau amb el qual una persona creu que usar un sistema en particular és lliure de dificultats" (Davis 1989).

El TAM ha estat contínuament estudiat i desenvolupat, sent les dues majors actualitzacions els models TAM2 (Venkatesh & Davis 2000 & Venkatesh 2000) i la Teoria Unificada d'Acceptació i Ús de Tecnologia (Unified Theory of Acceptance and Use of Technology o UTAUT, Venkatesh et al. 2003). Una extensió anomenada TAM3 també ha estat proposada (Venkatesh & Bala 2008).

## Història
El model TAM és una de les extensions amb més influència de la teoria de l'acció raonada (TRA) en la literatura. Va ser desenvolupat per Fred Davis i Richard Bagozzi (Davis 1989, Bagozzi, Davis & Warshaw 1992). El model TAM substitueix moltes de les mesures d'actitud de la teoria TRA amb les dues mesures d'acceptació de tecnologia: facilitat d'ús, i utilitat. Tant TRA com TAM, ambdues amb forts aspectes de comportament, assumeixen que quan algú es forma una intenció per actuar, serà lliure per fer-ho sense limitació. En el món real, però, hi haurà alguns límits a la llibertat d'actuar (Bagozzi, Davis & Warshaw 1992).
Bagozzi, Davis i Warshaw diuen:
Atès que les noves tecnologies com els ordinadors personals són complexes i un element d'incertesa existeix en les ments dels qui prenen decisions respecte a la seva adopció reeixida, la gent forma actituds i intencions orientades a provar d'aprendre a usar aquesta noves tecnologies abans d'iniciar esforços dirigits a usar-les. Les actituds orientades i les intencions d'ús poden estar mal formades o mancar de convicció o poden ocórrer només després de l'evolució d'esforços preliminars per aprendre a usar la tecnologia. Per tant, l'ús actual pot no ser una conseqüència directa o immediata de tals actituds i intencions. (Bagozzi, Davis & Warshaw 1992)
Recerca anterior en la difusió d'innovacions també suggereix un rol prominent per la facilitat d'ús percebuda. Tornatzky i Klein (Tornatzky & Klein 1982) van analitzar l'adopció de tecnologia, trobant que la compatibilitat, l'avantatge relatiu i la complexitat tenien les relacions més significatives amb l'adopció en un ampli rang de tipus d'innovació. Eason va estudiar la utilitat percebuda en termes d'igualtat entre sistemes, tasques i perfils de feina, utilitzant el terme "task fit" per descriure la mètrica (citat a Stewart 1986).

## Crítiques
El model TAM ha estat molt criticat, tot i el seu ús freqüent, portant als seus creadors a provar de redefinir-lo diversos cops. Les crítiques al model TAM com a "teoria" inclouen el seu valor heurístic qüestionable, un poder de predicció i explicació limitat, trivialitat i manca de valor pràctic (Chuttur 2009). Benbasat i Barki suggereixen que el model TAM "ha desviat l'atenció dels investigadors d'altres qüestions de recerca importants i ha creat una il·lusió de progrés en l'acumulació de coneixement. Encara més, els intents independents d'altres investigadors per ampliar el model TAM per tal d'adaptar-lo als entorns informàtics constantment canviants ha portat a un estat de caos teòric i confusió" (Benbasat & Barki 2007). En general, el model TAM es focalitza en l'usuari individual d'un ordinador, en el concepte de 'utilitzat percebuda', amb extensions per incorporar més i més factors per a explicar com un usuari 'percep' 'utilitat', i ignora el procés essencialment social de desenvolupar sistemes d'informació i les conseqüències del seu ús. Per una anàlisi i crítica recents del model TAM veure Bagozzi (Bagozzi 2007).

## Per a què serveixen els models TAM?
El model TAM és un model explicatiu dels factors que influeixen en la decisió d'utilitzar cert sistema o tipus de tecnologia. Per això, són sobretot un model teòric. És un model molt general, i ens indica com interactuen les variables, és a dir, quins aspectes tenen influència sobre altres aspectes. La figura mostra que, des del punt de vista pràctic, en general, l'acceptació d'un sistema depèn de la facilitat d'ús o usabilitat que té i de fins a quin punt els usuaris consideren que és útil el sistema. La facilitat d'ús influeix en la utilitat percebuda, però no al revés. Per tant, un sistema que no és gaire usable, no és percebut com a tan útil. Encara que aquesta conclusió sembla òbvia, el mèrit del TAM és proporcionar un model per a contrastar-la.

### Extensió dels factors del model
Els elements del model TAM originals es poden estendre de diverses maneres:
- Descomponent una de les variables en aspectes més concrets.
- Afegint variables addicionals.

Per exemple, Pavlov (2003) va estendre el model per aplicar-lo a la situació de les compres en el comerç electrònic. Com que l'acceptació del comerç electrònic sembla que està influenciada per la por del frau, l'autor va introduir com a variable el "risc percebut". En una altra direcció, Venkatesh i Davis (2000) van descompondre la variable d'"utilitat percebuda" en d'altres de relacionades amb el context laboral que influïen en aquesta variable, incloent-hi la "rellevància per al treball" i la "demostrabilitat dels resultats".

### Contrastar factors per a una determinada situació
En general, el contrast es fa mitjançant l'anàlisi de correlacions estadístiques. El desenvolupament d'estudis de recerca que utilitzin models basats en el TAM es justifica quan es volen incloure factors específics al model o la influència de cada aspecte. Per exemple, Bertrand i Bouchard (2008) van portar a terme un estudi basat en el TAM sobre l'ús de la realitat virtual com a eina terapèutica que fan els professionals de la salut mental. La seva conclusió és que només la utilitat percebuda tenia un impacte directe sobre la intenció d'ús. Indirectament per mitjà de la percepció d'utilitat, es van trobar com a significatius els següents elements de percepció de facilitat: percepció de control extern, ansietat envers els ordinadors i l'afició als ordinadors.

## Aplicacions en tecnologia educativa
Segons el model TAM, perquè una certa tecnologia s'accepti és fonamental que sigui fàcil d'utilitzar i que es percebi com a tal. Per tant, a l'hora de dissenyar sistemes basats en TE s'han de considerar els estudis d'usabilitat de diferents tipus. Més enllà d'aquest element bàsic, el model TAM s'ha utilitzat en uns quants estudis, i se n'han detallat les variables. Per exemple, Selim (2007) va incloure en el model característiques relacionades amb el tutor ("instructor characteristics"), amb els estudiants i amb el suport. Totes les característiques relacionades amb el tutor van aparèixer en l'estudi com a molt rellevants, incloent-hi l'actitud del tutor i el seu estil d'ensenyament o guia. Encara que sembla evident que la manera d'escometre la tutoria virtual és crítica en l'ensenyament en línia, els estudis TAM permeten confirmar objectivament aquesta influència, analitzar-ne els components o contrastar-la amb la influència d'altres variables.
El model també es pot utilitzar per a determinar la influència de l'ús de determinats serveis, aplicacions o tipus de recursos. Per exemple, Liu, Liao i Pratt (2009) introdueixen elements de la teoria de la riquesa en els mitjans per a complementar el TAM amb estudis de diferents tipus de mitjà i introduint la variable "concentració" com a positivament relacionada amb la intenció d'ús de la tecnologia.
A més dels estudis relacionats amb els aprenents, el model TAM es pot aplicar als tutors o docents -vegeu, per exemple, l'estudi de Yuen i Ma (2008).